# Neal Foulds
Neal Foulds, född 13 juli 1963 i Perivale, England, engelsk före detta professionell snookerspelare.

## Karriär
Foulds blev professionell 1983 och tippades av många bli den som skulle ta över efter Steve Davis, som hade dominerat snookern under första halvan av 1980-talet. Foulds gjorde också stora framsteg, om än kanske inte i den utsträckning som förväntats, men nådde så högt som plats 3 på världsrankingen säsongen 1987/88, efter ett antal semifinaler i rankingturneringar, och framför allt vinst i BCE International, senare Scottish Open, där han slog Cliff Thorburn i finalen.
Foulds tillhörde de bästa spelarna i världen i slutet av 80-talet och början av 90-talet, men lyckades aldrig vinna någon av de allra största titlarna. Det närmaste han kom var finalplatser i 1988 års Masters och 1986 års UK Championship samt en semifinal i VM 1987. Han vann dock flera icke-rankinggrundande tävlingar, och var med i det engelska lag som vann World Cup både 1988 och 1999, tillsammans med Steve Davis och Jimmy White.
I mitten av 90-talet började Foulds dala på rankingen, och han har nu avslutat den aktiva karriären, och kommenterar istället snooker på TV.

## Titlar

### Rankingtitlar
- BCE International - 1986

### Andra titlar
- Scottish Masters - 1992
- Dubai Masters - 1988
- World Cup (med England) - 1988, 1999
- Pontins Professional - 1987, 1991
- Pot Black - 1992